# مطبخ منغولي
يتكون المطبخ المنغولي بشكل أساسي من منتجات الألبان واللحوم والدهون الحيوانية . الطبق الريفي الأكثر شيوعًا هو لحم الضأن المطبوخ. في المدينة، تحظى الزلابية المطهوة على البخار والمحشوة باللحوم " البوز " بشعبية كبيرة. لقد أثر المناخ القاري المتطرف في منغوليا وأدنى كثافة سكانية في العالم تبلغ 2٫2039011/كم2 نسمة/كم 2 فقط على النظام الغذائي التقليدي. استخدام الخضروات والتوابل محدود. بسبب القرب الجغرافي والعلاقات التاريخية العميقة مع الصين وروسيا ، يتأثر المطبخ المنغولي أيضًا بالمطبخ الصيني والروسي.
منغوليا هي إحدى الدول الآسيوية القليلة التي لا يشكل الأرز فيها الغذاء الأساسي. وبدلاً من ذلك، يفضل الشعب المنغولي تناول لحم الضأن كغذاء أساسي بدلاً من الأرز. يغلب القمح والشعير والحنطة السوداء على الأرز في منغوليا الحديثة.

## تاريخ
قد سجل هو سي هوي تفاصيل المطبخ التاريخي للبلاط المنغولي في كتاب يينشان زينجياو، المعروف لنا من مخطوطة طبعة أسرة مينغ عام 1456، والتي نجت أيضًا في أجزاء من أسرة يوان. تم تقديم أطباق خاصة في عام 1330، في ذروة القوة المغولية وتأثيرها الثقافي، وهو نتاج للتبادل الثقافي (خاصة مع قلب الإسلام في إيران المغولية ) الذي أثرى الإمبراطورية المغولية. يعتبر علماء الأغذية أن موقع ينشان زينجياو دليل على التأثير الثقافي للشرق الأوسط على ثقافة الطعام المنغولية، وهو ما يمكن مقارنته بالتبادل الكولومبي.

## مطبخ المحكمة
يقدم وانغ يوانلينج تقريرًا شاهد عيان عن وليمة في بلاط كوبيلاي خان حيث يتم تقديم الكوميس مع البصل الأخضر والبصل ولحم الخيل ولحم الضأن المشوي ولحم الغزال والسمان والدراج والدجاج المقطع ( تيانجي ) ولحم الدب، مع النبيذ الأحمر والعصيدة. وفقًا لماركو بولو، كان المغول يصطادون يوميًا في ديسمبر ويناير وفبراير عندما كانت المحكمة تقيم في العاصمة، مع إرسال جزء من الأسود والغزلان والدببة والخنازير البرية إلى بلاط الخان. ويقال إن الخان كان يحتفظ بالفهود المدربة والنسور والذئاب للصيد، والأسود الجميلة جدًا التي يمكنها صيد الخنازير البرية والأبقار والغزلان والدببة.

### التأثيرات
لا يُعرف سوى القليل عن المطبخ المغولي المبكر، بخلاف الافتراض بأنه كان مشابهًا للأطعمة الرعوية البدوية العامة في السهوب. استكمل المغول المواد الغذائية الأساسية للنظام الغذائي البدوي الرعوي (معظمها من الحليب والماشية) بالصيد والجمع، خاصة مع ندرة مخزونات اللبن الرائب والجبن في أشهر أواخر الشتاء. كانت الأغنام أهم منتج في تربية الحيوانات ، حيث كانت توفر الحليب لمنتجات الألبان، وبعض السلع المخمرة ، واللحوم. يمكن أن توفر الخيول الحليب للكوميس الشهير، وتحظى بالتقدير بسبب لحومها ودمها اللذيذين والمغذيين. كانت حيوانات القطيع الأقل شيوعًا هي الرنة والسارلاج، وهو نوع من الياك.
أما فيما يتعلق بالصيد، فقد كان المغول يصطادون الحيوانات البرية في السهوب. المرموط هو أحد الحيوانات المذكورة في كتاب يينشان زينجياو. كان العرض من الحبوب محدودًا في كثير من الأحيان، حيث كان يتم تداولها في الغالب أو أخذها كغنائم، على الرغم من وجود بعض الأدلة على النشاط الزراعي في غرب منغوليا في القرن الثاني عشر. إن أهمية الخضروات والفطريات والفواكه والتوت غير معروفة، ولكن من المتوقع أن تكون لها أهمية كبيرة. وفقًا للتاريخ السري ، اضطرت والدة جنكيز خان هولون إلى اللجوء إلى إطعام أطفالها من المراعي بعد أن قام التتار بتسميم زوجها يسوجي. يشير سياق هذه القصة إلى أن هذه الأنواع من الأطعمة كانت تستهلك فقط بدافع الضرورة. الجذور والفواكه البرية المذكورة هي: 
| ترجمة اللغة الانجليزية     | منغولي    | اللاتينية               |
| -------------------------- | --------- | ----------------------- |
| بصيلات الزنبق القرمزي      | جعقسون    | زنبق ملون               |
| جذر نبات البرنت في الحديقة | سودون     | سانجويسوربا أوفيسيناليس |
| تفاحة برية                 | تَأْرِيخ     | ربما Malus pallasiana   |
| الكرز الطيور               | مويلسون   | البرقوق البري           |
| الثوم الصيني               | كوكوسون   | الثوم الدرني            |
| الثوم البري                | قاليارسون | الثوم المعمر            |
| البصل البري                | مانجيرسون | الثوم المعمر            |
| جذر الخماسي                | سيسيجينا  | بوتنتيلا أنسيرينا       |

### الصين
يتميز مطبخ Yinshan Zhengyao بوصفات ذات تأثير من آسيا الوسطى، وخاصة في شمال الصين. لا يزال هناك بعض الاختلاف حتى يومنا هذا، حيث تعد الأطباق التي تحتوي على لحم الضأن والخبز الفاخر والزلابية المقلية أكثر شيوعًا في المطبخ الصيني الشمالي، في حين أن الأسماك والأرز ولحم الخنزير والخضروات أكثر شيوعًا في الجنوب.

### مطبخ اسلامي
بعض الوصفات تشبه الوصفات الموجودة في كتب الطبخ العربية في العصور الوسطى. قد اقترح العلماء إمكانية انتشار كتاب الطبخ من الغرب إلى الشرق. من بين كتب الطبخ الموجودة، تعد النصوص العربية هي الأقدم، كما أن تشابه كتاب ينشان تشنغ ياو مع توقيت تجميعه بعد الفتوحات المغولية قد يدعم انتشاره من الغرب إلى الشرق أو التأثير المباشر على محتوى كتاب ينشان تشنغ ياو، ولكن لا توجد طريقة لاستبعاد إمكانية وجود أصل صيني مستقل.  تم استخدام التخمير بحمض اللاكتيك للحفاظ على منتجات الألبان مثل الزبادي المجفف المسمى كشك في إيران والقيماق في ينشان زينجياو.

## السمات
يعتمد البدو في منغوليا على منتجات الحيوانات المستأنسة مثل الأبقار والخيول والإبل والياك والأغنام والماعز ، وكذلك الحيوانات البرية في معيشتهم.  يتم طهي اللحوم أو استخدامها كمكون للحساء والزلابية، مثل البوز، والخوشور، والبانش، والمانتي، أو تجفيفها لفصل الشتاء ( البورتس ). يتضمن النظام الغذائي المنغولي نسبة كبيرة من الدهون الحيوانية التي يحتاجها المغول لتحمل فصول الشتاء الباردة والعمل الشاق. تصل درجات الحرارة في الشتاء إلى ( − 40 °F) والعمل في الهواء الطلق يتطلب احتياطيات كافية من الطاقة. يتم استخدام الحليب والقشدة في صنع مجموعة متنوعة من المشروبات، وكذلك الجبن والمنتجات المماثلة.
البدو في الريف يعتمدون على أنفسهم من حيث المبدأ. سيجد المسافرون محلات تحمل علامة جوناز على فترات منتظمة بالقرب من جانب الطريق، والتي تعمل كمطاعم بسيطة. في الجير، وهو عبارة عن مبنى سكني متنقل (يورت هي كلمة تركية تعني مأوى مشابه، ولكن الاسم هو ger باللغة المنغولية)، يقوم المنغوليون عادة بالطهي في وعاء من الحديد الزهر أو الألومنيوم على موقد صغير، باستخدام الخشب أو الجاف وقود روث الحيوانات.

### الأطعمة الشائعة
الطبق الريفي الأكثر شيوعًا هو لحم الضأن المطبوخ، وعادةً ما يكون بدون أي مكونات أخرى، على الرغم من أن البطاطس والجزر من الأطباق المرافقة الشائعة في العائلات الأكثر ثراءً. يمكن استخدام اللحوم والخضروات ومنتجات الدقيق لإنشاء أطباق جانبية أيضًا. في أولان باتور ، من الممكن في كثير من الأحيان رؤية علامات مكتوب عليها "بووز". هي عبارة عن زلابية مطهوة على البخار مليئة باللحوم. يتم غلي أنواع أخرى من الزلابية في الماء ( بانش، مانتي )، أو تقلى في دهن لحم الضأن ( خوشور ). يحظى الخوشور بشعبية خاصة خلال مهرجان نادم ، حيث يتم صنع مجموعة متنوعة مختلفة قليلاً عن الخوشور الشائع. وتجمع الأطباق الأخرى بين اللحوم والأرز أو المعكرونة الطازجة المصنوعة في أشكال مختلفة من اليخنات ( تسويفان ، بوداتاي خورجا ) أو حساء المعكرونة ( جوريلتاي شول ). السولين هو نوع من الأطباق الساخنة. جامبير هو خبز مسطح مصنوع عادة من الدقيق والسمن، ويقدم بمفرده أو مع السكر.
الطريقة الأكثر إثارة للدهشة في الطبخ تستخدم فقط في المناسبات الخاصة. في هذه الحالة، يتم طهي اللحوم (غالبًا مع الخضروات) بمساعدة الحجارة التي يتم تسخينها مسبقًا على النار. يحدث هذا إما باستخدام قطع من لحم الضأن في علبة حليب مغلقة ( خورخوج )، أو داخل تجويف البطن لماعز أو مرموط منزوع العظم ( بودوج ).
يتم غلي الحليب لفصل الكريمة الكريمة المتخثرة. يتم معالجة الحليب منزوع الدسم المتبقي وتحويله إلى جبن ( بياسلاج )، ولبن مجفف ( آرول )، وزبادي ، وكفير ، ومسكر حليبي خفيف ( شيمين أركي). المشروب الوطني الأكثر شهرة هو "الأيراج" ، وهو عبارة عن حليب الفرس المخمر. الحبوب الشعبية هي الشعير، والتي يتم قليها ونقعها في الشعير. يتم تناول الدقيق الناتج (أرفين غوريل) على شكل عصيدة في دهن الحليب والسكر أو شربه ممزوجًا بالشاي بالحليب. المشروب اليومي هو شاي الحليب المملح، والذي يمكن أن يتحول إلى حساء قوي بإضافة الأرز أو اللحم أو البانش. نتيجة للتأثير الروسي خلال الاشتراكية، اكتسب الفودكا أيضًا بعض الشعبية مع عدد من العلامات التجارية المحلية (عادةً المشروبات الروحية الحبوبية) . البوورتسوغ أو الباويرساك هو نوع من أنواع الأطعمة المقلية التي توجد في مطابخ آسيا الوسطى، وأيدلوج الأورال، ومنغوليا، والشرق الأوسط. ويأتي على شكل مثلثات وفي بعض الأحيان على شكل كرات. تتكون العجينة من الدقيق، الخميرة، الحليب، البيض، السمن، الملح، السكر، والدهون.
يتم تناول لحوم الخيل في منغوليا ويمكن العثور عليها في معظم محلات البقالة. تشمل الحلويات المنغولية البورتسوغ ، وهو نوع من البسكويت أو الكوكيز يؤكل في المناسبات الخاصة. الفودكا هو المشروب الكحولي الأكثر شعبية؛ فودكا جنكيز خان (سميت على اسم جنكيز خان ) هي العلامة التجارية الأكثر شعبية، وتشكل 30% من سوق المشروبات الروحية المقطرة.

## معرض الصور

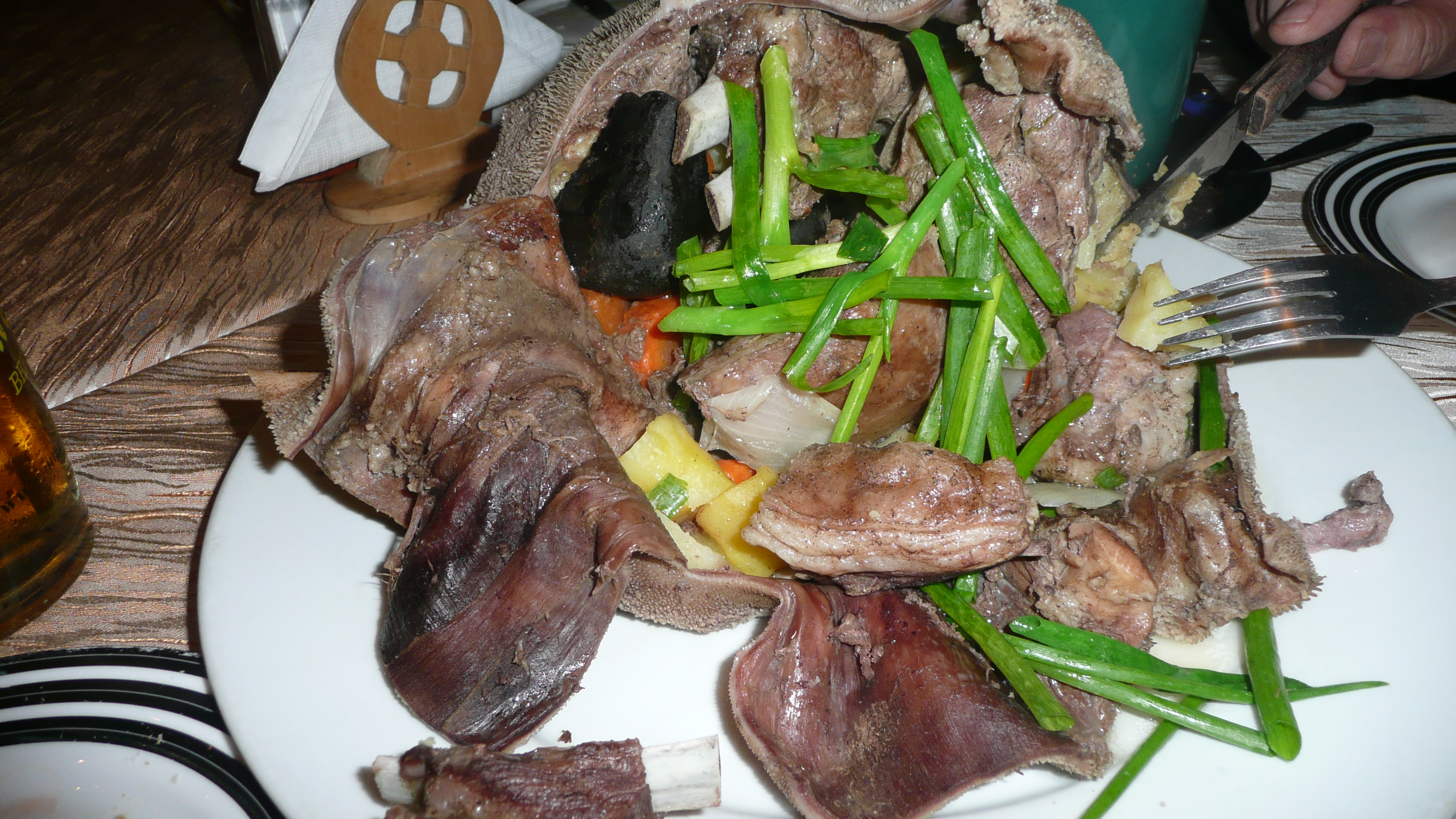
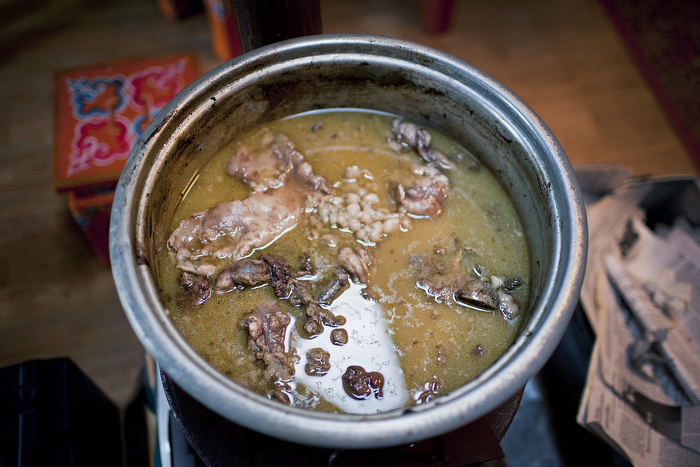
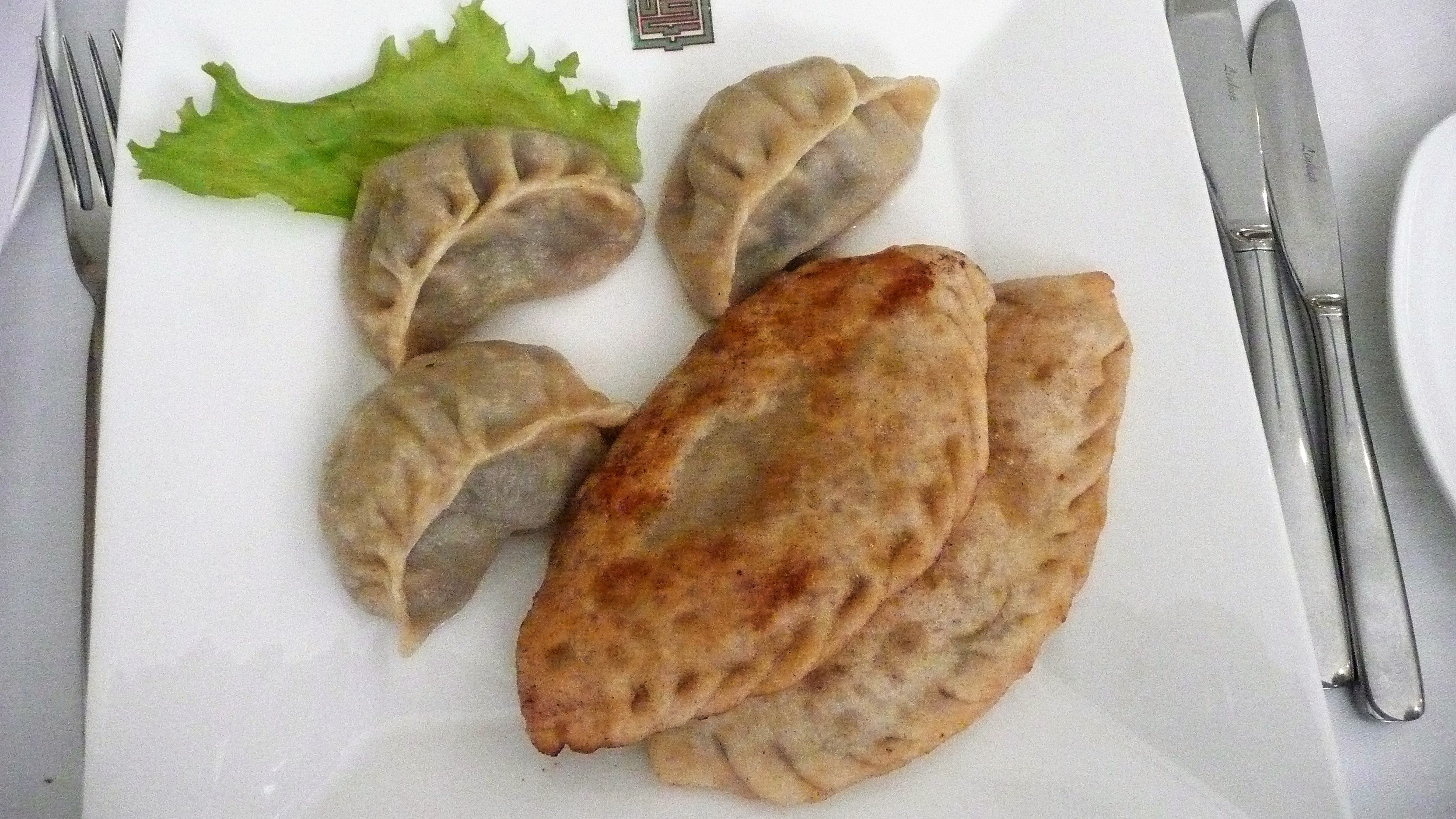
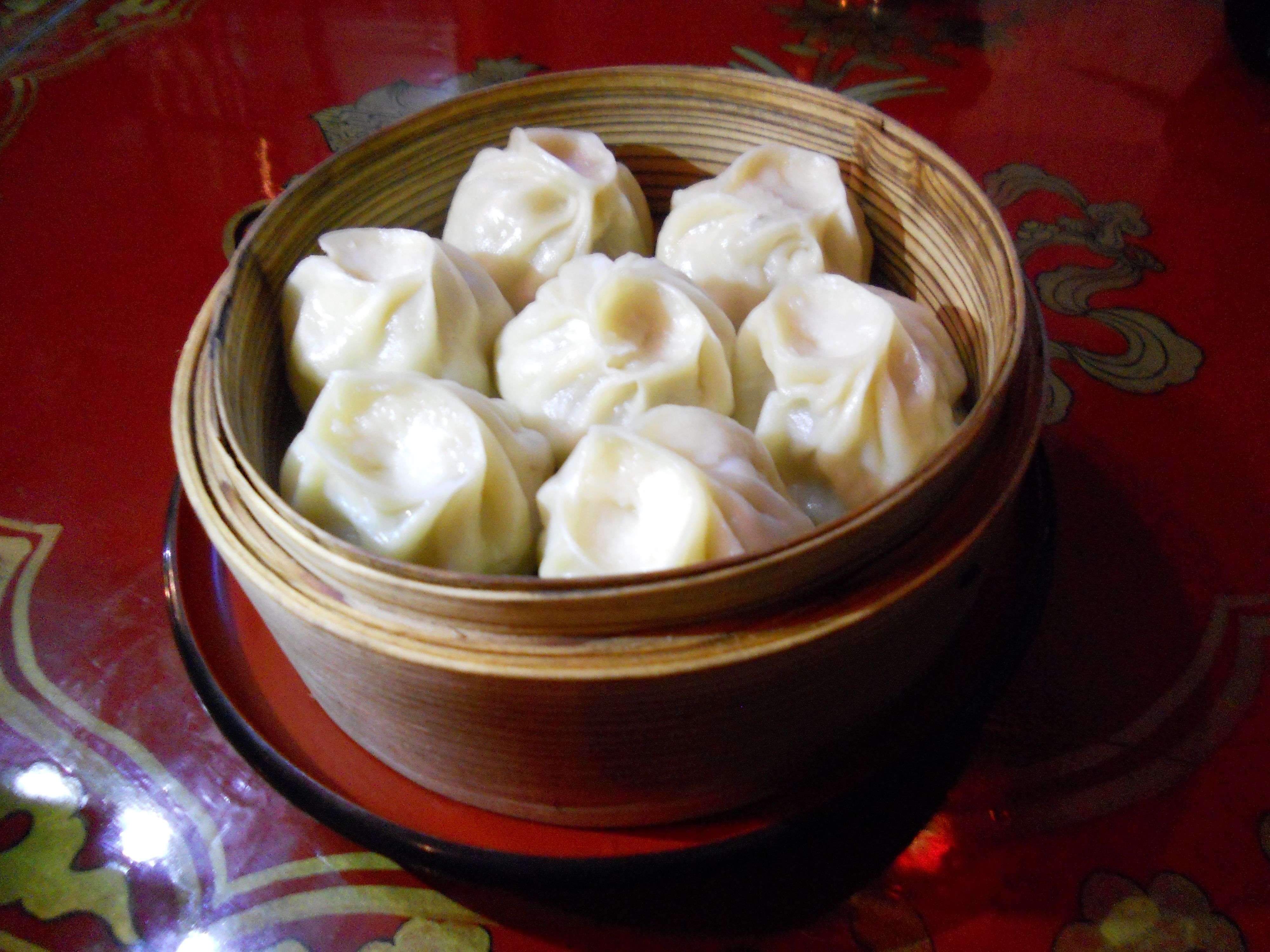
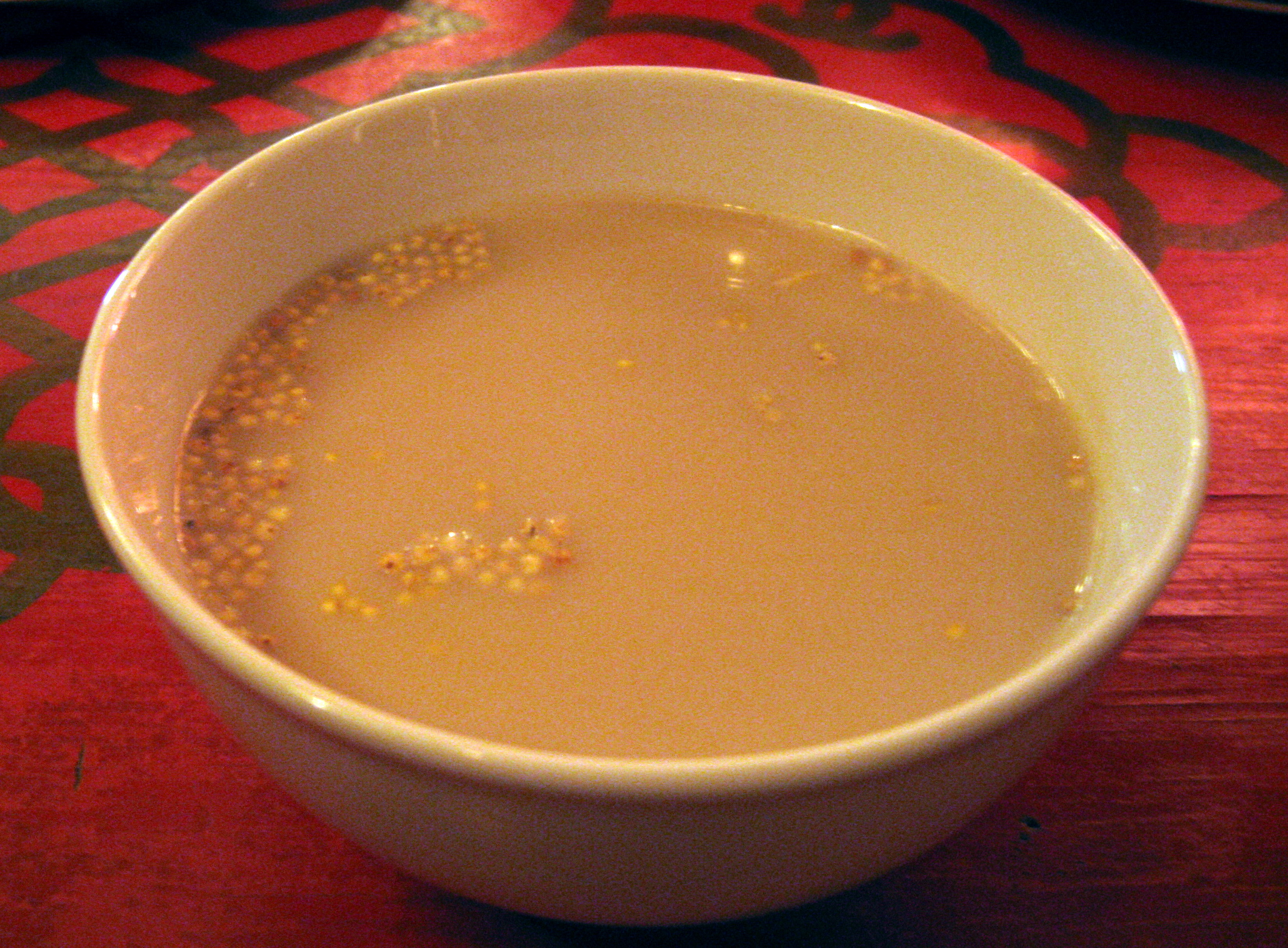
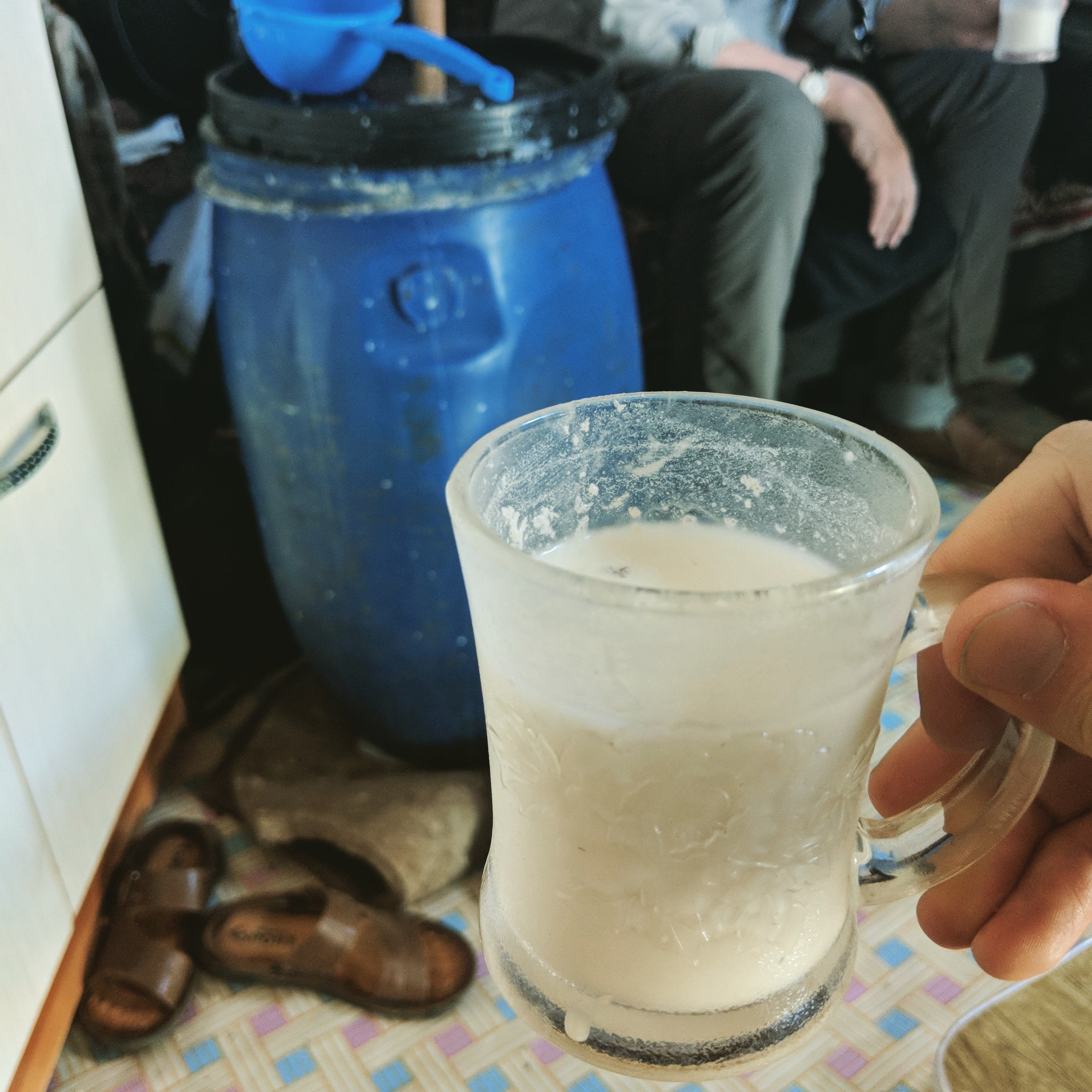
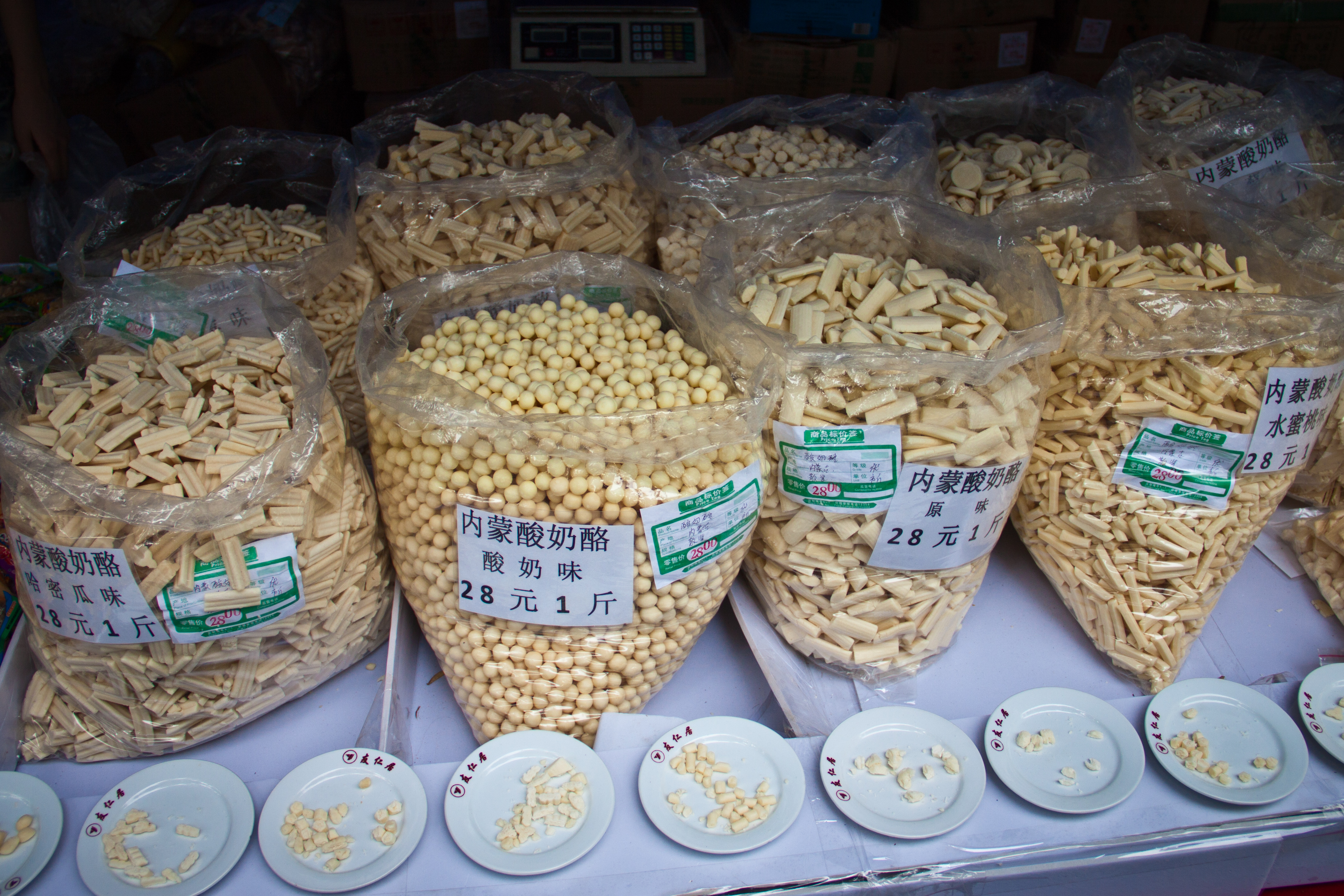
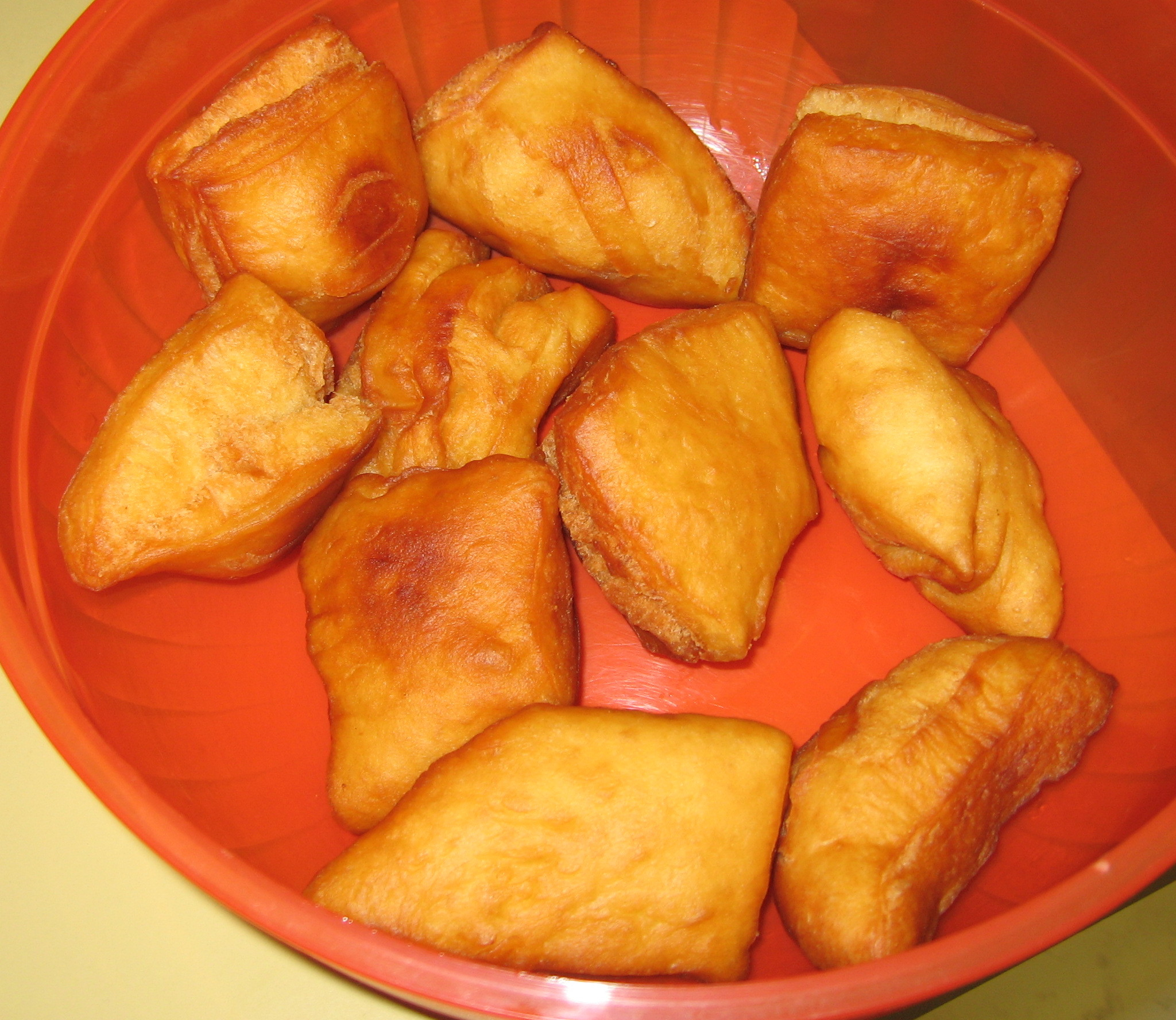

## عادات الضيافة
كان لدى الشعب المغولي قواعد الضيافة والدعم الاجتماعي المشابهة لقواعد الضيافة الجرمانية (حيث كان من المعتاد تقديم الضيافة حتى للأعداء) وضيافة البدو العرب. وقد ورد ذكر هذا في كتاب التاريخ السري للمغول:
بعد ذلك، عندما ذهب دوبون-ميرجين ذات يوم للصيد في مرتفعات توكوكاك، واجه شعب أوريانغاداي في الغابة. لقد قتلوا غزالًا عمره ثلاث سنوات وكانوا يطبخون ضلوعه وأمعائه. عندما تحدث دوبون ميرجن قال: "من فضلك أعطني (بعض اللحوم) كحصة من اللحوم المستحقة لشخص آخر، أخذوا فقط نصف جانب الصدر من اللحم مع الرئتين والجلد، وأعطوا كل (بقية) لحم الغزلان البالغ من العمر ثلاث سنوات إلى دوبون ميرجن.